# عبد الملك بن نوح الساماني
عبد الملك الثاني هو أمير للسامانيين (999). وشهد حكمه القصير سقوط الدولة السامانية. وكان ابن نوح الثاني.
في شباط (فبراير) 999، أطاح فائق والقائد بكتوزون بأبي الحارث منصور الساماني وأعمياه، وعيَّنا أخاه عبد الملك الثاني أميرًا مكانه، بعد أن سيطرا معًا على معظم السلطة في الدولة. وقد استخدم محمود الغزنوي ما حصل إلى أبي الحارث منصور الساماني ذريعةً لغزو ما تبقى من خراسان التي كانت لا تزال في أيدي السامانيين. ومع ذلك، اعتبر محمود الغزنوي أن بكتوزون وفائق، إلى جانب حاكم كوهستان، وهو أبو القاسم السمجوري، أقوياء. لذلك عقد السلام معهم في ربيع عام 999، واحتفظ ببلخ وهراة. ولكن المتحالفين أفسدوا السلام بمهاجمة مؤخرة جيش محمود الغزنوي. ومع ذلك، ظلت قوات محمود سليمة، واستؤنفت الأعمال العدائية. هزم محمود الغزنوي الحلفاء بالقرب من مرو واستولى بعد ذلك على كل الأراضي الواقعة جنوب نهر جيحون. كما اكتسب ولاء الشاقانيين [الإنجليزية] والدول الصغيرة الأخرى الواقعة إلى الشمال من نهر جيحون والتي كانت حتى ذلك الحين تابعة مخلصة للسامانيين.
عند هذه النقطة، حاول عبد الملك وفائق (الذي انضم إليه لاحقًا بكتوزون) اكتساب الزخم الكافي لشن هجوم جديد ضد محمود الغزنوي. ومع ذلك، تُوفي فائق، وفي نفس الوقت تقريبًا شن القراخانيون بقيادة نصر خان غزوًا. وفي مواجهة عداء رعيته، كان عبد الملك عاجزًا ضد الهجوم التركي. فأخذ القراخانيون بخارى دون مقاومة، وأسروا عبد الملك. وعلى الرغم من أن شقيق عبد الملك المنتصر بالله الساماني سيستعيد مؤقتًا بعض أراضي السامانيين في السنوات التالية، إلا أن الدولة السامانية كانت قد انتهت فعليًّا في عهد عبد الملك.